# Robert Burnell
Robert Burnell est un évêque et homme d'État anglais né vers 1239 à Acton Burnell et mort le 25 octobre 1292 à Berwick.

## Biographie
Originaire du Shropshire, Robert Burnell travaille à la chancellerie royale avant d'entrer au service du prince héritier Édouard. Lorsque ce dernier se rend en Terre Sainte lors de la neuvième croisade, en 1272, Burnell reste en Angleterre. Il assure la régence du royaume après la mort du roi Henri III, survenue alors qu'Édouard se trouve encore outre-mer. Après son retour, le nouveau roi le nomme Lord Chancelier en 1274.
Burnell manque à deux reprises de devenir archevêque de Cantorbéry, mais sa vie privée l'empêche d'obtenir l'approbation du chapitre de Cantorbéry, puis du pape : il entretient notamment une maîtresse qui lui aurait donné quatre fils. Il est néanmoins élu évêque de Bath et Wells en 1275.
En tant que Lord Chancelier, Burnell participe aux réformes législatives du règne d'Édouard. À travers l'application de la procédure de Quo warranto, il s'efforce de faire respecter l'autorité des serviteurs du roi. C'est également lui qui met un terme au nomadisme de la Court of Chancery, qui suivait jusqu'alors le roi dans tous ses déplacements, en la fixant définitivement à Londres.
Burnell bénéficie de la confiance du roi Édouard jusqu'à sa mort. Il conduit plusieurs missions diplomatiques en son nom et administre la Gascogne vers la fin des années 1280.